# Во-ле-Мурон
Во-ле-Муро́н (фр. Vaux-lès-Mouron) — коммуна во Франции, находится в регионе Шампань — Арденны. Департамент коммуны — Арденны. Входит в состав кантона Монтуа. Округ коммуны — Вузье.
Код INSEE коммуны — 08464.
Коммуна расположена приблизительно в 185 км к востоку от Парижа, в 50 км северо-восточнее Шалон-ан-Шампани, в 55 км к югу от Шарлевиль-Мезьера.

## Население
Население коммуны на 2008 год составляло 81 человек.
| 1962 | 1968 | 1975 | 1982 | 1990 | 1999 | 2008 |
| ---- | ---- | ---- | ---- | ---- | ---- | ---- |
| 125  | 129  | 116  | 97   | 76   | 62   | 81   |

## Администрация
| Период | Период | Фамилия    | Партия | Должность |
| ------ | ------ | ---------- | ------ | --------- |
| 1983   | 2001   | Ги Колла   |        |           |
| 2001   |        | Пьер Тьери |        |           |

## Экономика

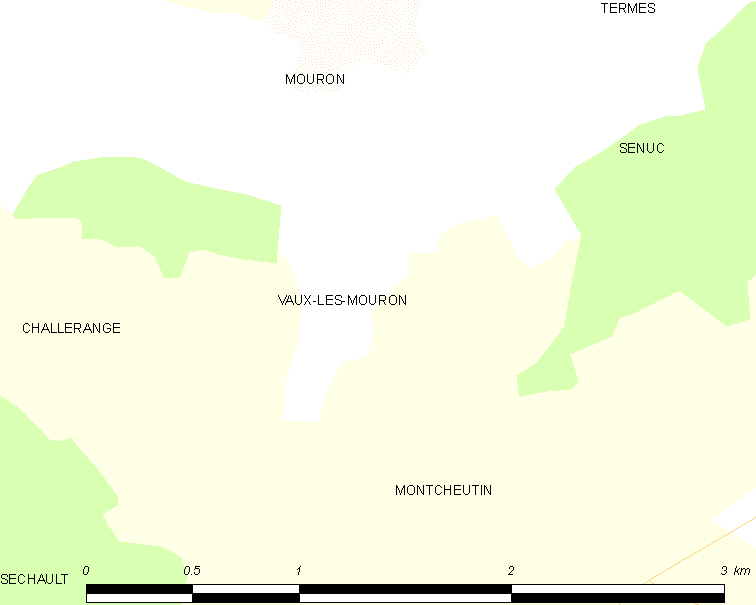
Карта коммуны

В 2007 году среди 41 человека в трудоспособном возрасте (15—64 лет) 28 были экономически активными, 13 — неактивными (показатель активности — 68,3 %, в 1999 году было 56,1 %). Из 28 активных работали 28 человек (19 мужчин и 9 женщин), безработных не было. Среди 13 неактивных 1 человек был учеником или студентом, 5 — пенсионерами, 7 были неактивными по другим причинам.

## Достопримечательности
- Церковь Сен-Мартен